# Morti nel 965
| Questa pagina contiene informazioni ricavate automaticamente dalle voci biografiche con l'ausilio del template Bio e di un bot. L'aggiornamento è periodico e automatico e ricostruisce completamente la pagina. Se manca una persona in questa lista, sei pregato di non aggiungerla, ma accertati piuttosto che la sua voce biografica contenga il template Bio e che i dati anagrafici siano correttamente compilati. Se il template Bio manca, inseriscilo tu stesso o, in alternativa, metti l'avviso {{tmp\|Bio}} che ne segnala la mancanza. Se i dati riportati sono sbagliati, correggi direttamente la voce biografica; le modifiche saranno visibili in questa lista entro pochi giorni. Per chiarimenti vedi il progetto biografie. La lista contiene solo le 10 persone che sono citate nell'enciclopedia e per le quali è stato implementato correttamente il template Bio. Pagina aggiornata al 26 giu 2025. |

- 23 febbraio - Oddone di Borgogna, nobile francese
- 1º marzo - Papa Leone VIII, papa e vescovo italiano
- 20 maggio - Gero I, nobile tedesco
- 25 giugno - Guido d'Ivrea, nobile franco (n. 940)
- 4 luglio - Papa Benedetto V, papa e cardinale italiano
- 11 ottobre - Bruno I di Colonia, vescovo e santo tedesco (n. 925)
- Aimaro di Cluny, abate francese (n. 910)
- Berta d'Arles, contessa
- Giuseppe Bringa, funzionario e ammiraglio bizantino
- Al-Mutanabbi, poeta arabo (n. 915)